# Teddy Wilson

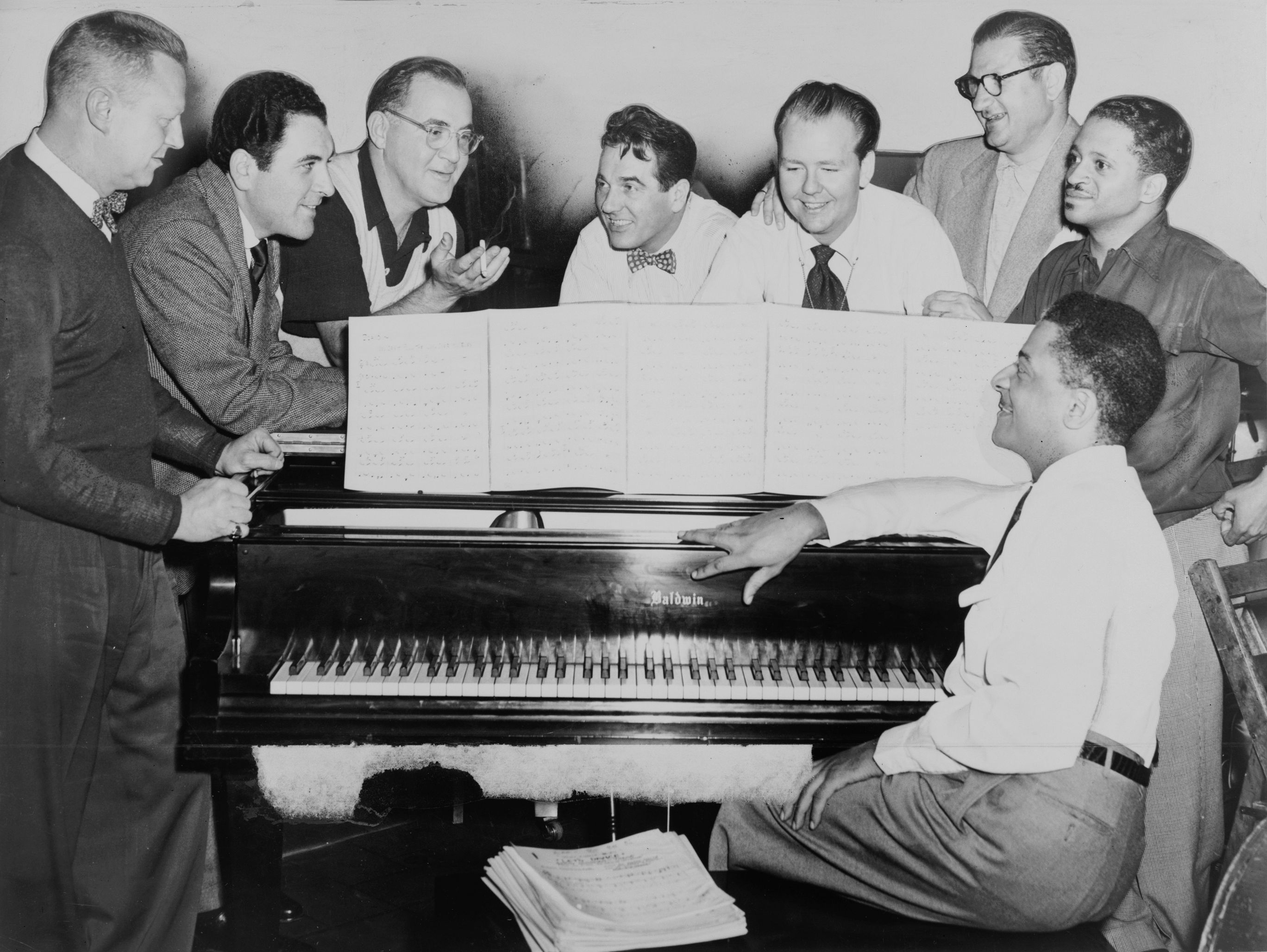
Teddy Wilson (przy klawiaturze) podczas próby zespołu, 1952. Od lewej: Vernon Brown, George Auld, Benny Goodman, Gene Krupa, Clint Neagley, Ziggy Elman, Israel Crosby

Theodore „Teddy” Shaw Wilson (ur. 24 listopada 1912 w Austin, zm. 31 lipca 1986 w New Britain) – amerykański pianista jazzowy, przedstawiciel stylu swing, którego wirtuozowską grę cechowały elegancja i komunikatywność. Był także popularyzatorem i nauczycielem jazzu. W 1986 został uhonorowany NEA Jazz Masters Award.

## Życiorys
Urodził się w Teksasie. Jego rodzicami byli nauczyciele, którzy w 1918 przeprowadzili się do Alabamy, aby objąć stanowiska wykładowców w prestiżowym Tuskegee College (obecnie: Tuskegee University), jednej z pierwszych uczelni wyższych dla czarnych Amerykanów. Teddy przez krótki okres studiował muzykę – w klasach fortepianu i skrzypiec – w Tuskegee oraz Talladega College.
Karierę zawodowego muzyka rozpoczął w 1929, grając w Detroit i Toledo w zespołach Lawrence’a „Speeda” Webba i Miltona Seniora. Następnie przeniósł się do Chicago, gdzie jako młody talent fortepianu występował u boku takich liderów hot jazzu jak Erskine Tate, Eddie Mallory, Clarence Moore, Jimmie Noone, a przede wszystkim Louis Armstrong. W tym czasie często bywał na koncertach Earla Hinesa, występującego w Chicago z jego Grand Terrace Cafe Orchestra. Pianistyka Hinesa miała duży wpływ na grę Wilsona w początkach jego kariery.
W 1933 Wilson przeniósł się do Nowego Jorku, aby dołączyć do „orkiestry muzyków” Benny’ego Cartera, The Chocolate Dandies. Mimo dobrych recenzji big-band nie odniósł sukcesu komercyjnego i w 1934 został rozwiązany. Wilson dołączył wówczas do zespołu wibrafonisty, Reda Norvo, a następnie do orkiestry Williego Bryanta. Grał w niej do 1935, kiedy poznał Benny’ego Goodmana, który zaprosił go do swojego tria (Goodman, Wilson, Krupa). Trio występowało podczas przerw w koncertach big-bandu „Króla Swingu”, a grający w nim Wilson stał się pierwszym czarnym muzykiem, z którym Goodman występował dla publiczności. W powiększonym o Lionela Hamptona składzie, combo koncertowało wkrótce jako The Benny Goodman Quartet.
Gra Wilsona bardzo zainteresowała producenta płytowego i cenionego krytyka jazzowego, Johna Hammonda. Dzięki niemu pianista w 1935 podpisał kontrakt z wytwórnią Brunswick Records i zaczął nagrywać płyty z popularnymi utworami swingowymi, przeznaczonymi głównie na szybko rozwijający się wówczas rynek szaf grających. Wilson wziął udział w nagraniu ponad 50. przebojowych płyt, akompaniując m.in. takim wokalistkom jak Lena Horne, Helen Ward, Billie Holiday i Ella Fitzgerald. Jednocześnie – nie zaprzestając pracy z Goodmanem – nagrywał jako lider własnych, małych zespołów oraz jako sideman. Jego ówczesne nagrania z Royem Eldridge’em, Lesterem Youngiem, Charliem Shaversem, Redem Norvo i Benem Websterem ustanowiły kanon swingowy w zakresie jazzowego comba. Ponadto wpływowi Wilsona „nie oparł się w latach 30. niemal nikt, kto grał wtedy na fortepianie”.
W 1939 Wilson odszedł z zespołu Goodmana i założył własny big-band, którego wokalistką była Thelma Carpenter, a wśród instrumentalistów znajdowali się m.in. Doc Cheatham i Ben Webster. „Subtelne” brzmienie orkiestry nie przypadło do gustu słuchaczom, uznającym je za „zbyt białe”, i po roku Wilson rozwiązał zespół. Niemal natychmiast jednak sformował sekstet, z którym z powodzeniem występował w nowojorskiej „Café Society” do 1946.
W latach 1946–1950 występował i nagrywał głównie solo i z własnym triem. Pracował także jako stały muzyk sesyjny w orkiestrze radiowej koncernu CBS. Założył także szkołę muzyczną oraz dokonał – jako producent i wykonawca – serii nagrań, opatrzonych wspólnym tytułem: Teddy Wilson School for Pianists, prezentujących różnorakie elementy pianistyki jazzowej.
Na początku lat 50. został wykładowcą w Juilliard School of Music, będąc jednym z pierwszych jazzmenów nauczających w tej uczelni. Do kadry jej wykładowców należał siedem lat. W dziesięcioleciu tym także dokonał jako lider wielu nagrań dla wytwórni Columbia oraz przyczynił się do powstania kilku klasycznych obecnie płyt, które zarejestrował z zespołami Benny’ego Cartera i Lestera Younga. W 1955 wystąpił ponadto w fabularnym filmie biograficznym, The Benny Goodman Story, grając w epizodycznej roli samego siebie.
W latach 60. Teddy Wilson stał się aktywnym popularyzatorem jazzu na scenie światowej. Był współpomysłodawcą, a potem uczestnikiem zagranicznych występów Benny’ego Goodmana, łącznie z jego słynnym tournée po Związku Radzieckim, zorganizowanym w 1962 pod egidą Departamentu Stanu. Już jako samodzielna gwiazda jazzu amerykańskiego współpracował potem z wieloma muzykami ze wszystkich stron świata. Odbył kilka dużych tras koncertowych z duńskim The Swing College Band. W latach 70. regularnie nagrywał z miejscowymi jazzmenami w Nicei, Kopenhadze, Monachium, Londynie i Tokio.
Wilson pozostał aktywnym muzykiem niemal do końca życia. Często występował z weteranami ery swingu, a w ostatnich latach przed śmiercią – ze swoimi synami: kontrabasistą Theodore’em i perkusistą Stevenem. Zmarł 31 lipca 1986 w New Britain. Spoczął na tamtejszym cmentarzu Fairview.

## MarksistowskiMozart
Howard „Stretch” Johnson (1915–2000), czarny tancerz z „Cotton Clubu” i „Apollo Theater” (występował m.in. z orkiestrą Duke’a Ellingtona) oraz aktywista komunistyczny nazwał Wilsona „marksistowskim Mozartem”. W latach 40. bowiem Wilson był związany ze środowiskiem czarnych komunistów amerykańskich. Występował na koncertach charytatywnych, z których dochód był przeznaczany na dofinansowanie lewicowego periodyku „New Masses” oraz fundusz pomocy dla walczącej Rosji (ang. Russian War Relief). Wilson przewodniczył także komitetowi artystów popierających czarnego prawnika i komunistę, Benjamina J. Davisa, w wyborach do rady miejskiej Nowego Jorku.

## Dyskografia
| - 1949 Teddy Wilson Featuring Billie Holiday (Columbia) - 1950 Teddy Wilson and His Piano (Columbia) - 1954 Soft Moods with Teddy Wilson (Clef Records) - 1955 Gene Krupa • Lionel Hampton • Teddy Wilson (Columbia) - 1956/1999 For Quiet Lovers (Verve/PolyGram) - 1956 Intimate Listening (Verve) - 1956/1999 I Got Rhythm • Teddy Wilson and His Piano (Verve/Polydor Japan) - 1956/1990 Pres and Teddy • The Lester Young – Teddy Wilson Quartet (Verve/Polygram) - 1957/2005 The Impeccable Mr. Wilson (Verve) - 1957 The Touch of Teddy Wilson (Verve) - 1958 The Teddy Wilson Trio & Gerry Mulligan Quartet with Bob Brookmeyer at Newport (Verve) - 1959/2001 Mr. Wilson and Mr. Gershwin (Columbia/Collectables) - 1959 Play Gypsy in Jazz (Columbia) - 1960/2001 And Then They Wrote (Columbia/Collectables) - 1964 Live at Santa Tecla (Classic Jazz Music) - 1967 The Second Time Around (Jazz Life) - 1968/1989 Air Mail Special (Black Lion) - 1968 Teddy Wilson Trio in Europe 1968 (Prestige) - 1970/2008 Swedish Jazz My Way • Jazz a Confronto (Lonehill Jazz) - 1972/1993 Teddy Wilson with Billie in Mind (Chiaroscuro) - 1972 Teddy Wilson and the Dutch Swing College Band (Everest) - 1973 Lionel Hampton Presents Teddy Wilson (Who’s Who in Jazz) - 1973/1993 Runnin' Wild (Black Lion) - 1976 Three Little Words (Black & Blue) - 1977/1992 Cole Porter Classics (1201 Music/Black Lion) - 1980 Teddy Wilson Trio Revisits the Goodman Years (Storyville) - 1995 Teddy Wilson and His All Stars (Chiaroscuro) - 1995 Moments Like This (HEP) - 1995 Blue Mood (HEP) - 1995 Teddy Wilson & His Orchestra with Billie Holiday • Too Hot for Words (HEP) | - 1995 Teddy Wilson • Billie Holiday • Ella Fitzgerald • Helen Ward • Warmin' Up (HEP) - 1997 Teddy Wilson • Solo Piano • The Keystone Transcriptions 1939–1940 (Storyville) - 2000 The Best of Teddy Wilson and His Orchestra (Collector’s Choice) - 2002 Teddy Wilson • Early Session Hop (Past Perfect) - 2006 Gershwin, Ellington and more (A Jazz Hour With) - 2008 Teddy Wilson • Portrait (10CD) (kompilacja) (Documents Classics) - 2007 Teddy Wilson Trio with Jo Jones • Complete Recordings (Essential Media Group) - 2007 In Copenhagen • Teddy Wilson (6th Place Records) - 2007 The Onyx Club Presents Teddy Wilson Sextet • Original Live Recordings 1944 (Galaxm) - 2008 Teddy Wilson • Jumpin’ for Joy (10CD) (kompilacja) (Membrane) - 2009 Teddy Wilson (LRC Ltd.) - 2010 Teddy Wilson • 1945 (Grammercy) Z Billie Holiday - 1998 The Quintessential Billie Holiday • Vols. 1, 2 & 3 (3CD) (Sony) Z Bennym Goodmanem - 1991 Benny Goodman • Rare Recordings 1935–1936 (Laserlight) - 1997 Benny Goodman • The Complete RCA Victor Small Group Recordings (3CD) (RCA) - 2006 Benny Goodman • The Famous 1938 Carnegie Hall Jazz Concert (4CD) (Avid Records) Z Bennym Carterem - 1990 The Chocolate Dandies 1928–1933 (DRG) Z Marian McPartland - 1985/2005 Teddy Wilson • Marian McPartland’s Piano Jazz (Jazz Alliance) Z Artiem Shawem - 2011 Artie Shaw • The Musicraft Sessions (M.C. Productions Vintage Recordings) |